# Померанцев, Алексей Иванович
Алексей Иванович Померанцев — русский писатель и педагог, титулярный советник.

## Биография
Об его детстве информации практически не сохранилось, да и прочие биографические сведения о нём очень скудны и отрывочны; известно лишь, что происходил из духовного звания, образование получил в Московской Славяно-греко-латинской академии, где, по окончании курса, был в течение шести лет учителем.
В 1807 году Алексей Иванович Померанцев стал преподавателем российской словесности в преобразованном в «Практическую коммерческую академию» Коммерческом Пансионе К. И. Арнольди (ум. в 1843), где он, на публичном собрании Академии 17 декабря 1807 года, произнёс речь «О том, какие суть средства, наиболее способствующие юношам к достижению просвещения» (издано в Москве в 1807 году, 19 стр.), а в 1809 году — «Слово о выгодах…» (М., 1809).
31 августа 1812 года А. И. Померанцев был избран секретарем открытого при Академии Общества любителей коммерческих знаний, в 1816 году был уже секретарем Академии, в 1819 году произведен в титулярные советники и вскоре скончался, добившись незадолго до смерти разрешения устроить при Академии «воскресные чтения» для её воспитанников, на подобие одного из отделений Библейского общества.
Из других речей Померанцева, произнесенных им в различные торжественные для Академии дни, известны: «О главнейших средствах, способствующих к возвышению учебных заведений» (М., 1818), «О величии и счастии российского народа», «О достоинстве благовоспитанного юноши», «О начале обществ и цели, с коей оные учреждаются», «О силе и действии примеров на сердца юношей», «Слово о том, что религия есть один из существенных признаков народного просвещения» (читано 12 марта 1816 г.), М. 1816; «Разговор о том, что настоящий век России есть век златый» (изд. М. 1817 г., 23 страницы, произнесен 30 августа 1817 года воспитанниками Академии в день тезоименитства императора Александра I). Кроме того, он издал «Начальные основания Российской грамматики, в пользу воспитанников Практической Коммерческой Академии», M. 1813, изд. 2-е (на счет Академии) — M. 1819 и «Жертву благодарения графу Александру Петровичу Тормасову», М. 1817 год.
По словам одного из его учеников — известного актера Д. Т. Ленского, Алексей Иванович Померанцев был «человек необыкновенно деятельный, имел большое влияние на воспитанников; в нем было много одушевления; он умел заставить учеников полюбить науку; на службе он был чрезвычайно исправен и аккуратен. Его уважали не только воспитанники, но и родители их и родственники. Он был вполне предан Академии, жил с ней одной жизнью».